# Phlegra rothi
Phlegra rothi är en spindelart som beskrevs av Prószynski 1998. Phlegra rothi ingår i släktet Phlegra och familjen hoppspindlar. Inga underarter finns listade i Catalogue of Life.